# Matteo Lovato
Matteo Lovato (Monselice, 14 de febrero de 2000) es un futbolista italiano que juega en la demarcación de defensa para el Empoli F. C. de la Serie B.

## Biografía
Empezó a formarse como futbolista en la cantera del Calcio Padova. Después de varias temporadas en las categorías inferiores del club, finalmente debutó con el primer equipo el 25 de agosto de 2019 en un encuentro de la Serie C contra el Virtus Vecomp Verona, partido que finalizó con un marcador de 1-3 a favor del Padova. En 2020 se marchó al Hellas Verona F. C., y en 2021 al Atalanta B. C., que en enero del año siguiente lo cedió al Cagliari Calcio. Después de esta cesión el conjunto bergamasco lo traspasó a la U. S. Salernitana 1919. Este equipo lo prestó en dos ocasiones durante el año 2024, primero al Torino F. C. y posteriormente a la U. S. Sassuolo Calcio. Acumuló una tercera cesión en agosto de 2025 al Empoli F. C.

## Clubes
| Club                           | País   | Año       | Partidos | Goles |
| ------------------------------ | ------ | --------- | -------- | ----- |
| Calcio Padova                  | Italia | 2019-2020 | 17       | 0     |
| Hellas Verona F. C.            | Italia | 2020-2021 | 25       | 0     |
| Atalanta B. C.                 | Italia | 2021-2022 | 7        | 0     |
| Cagliari Calcio (cedido)       | Italia | 2022      | 16       | 0     |
| U. S. Salernitana 1919         | Italia | 2022-2024 | 32       | 0     |
| Torino F. C. (cedido)          | Italia | 2024      | 13       | 0     |
| U. S. Sassuolo Calcio (cedido) | Italia | 2024-2025 | 21       | 1     |
| Empoli F. C. (cedido)          | Italia | 2025-     |          |       |

## Palmarés

### Campeonatos nacionales
| Título  | Club                  | País   | Año     |
| ------- | --------------------- | ------ | ------- |
| Serie B | U. S. Sassuolo Calcio | Italia | 2024-25 |